# Joan Nieuhof

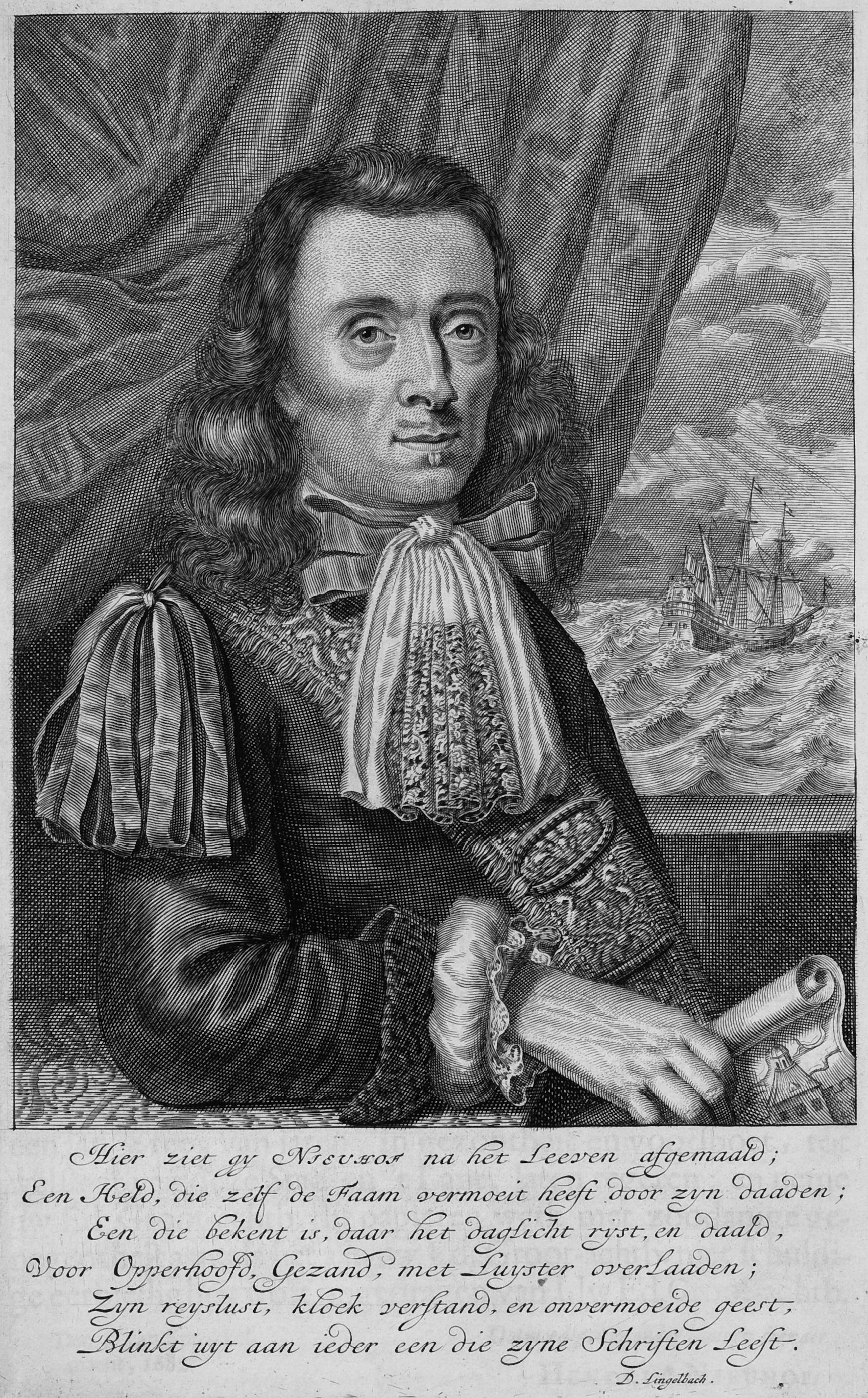
Joan Nieuhof

Joan Nieuhof of Johan (Uelsen, 22 juli 1618 – Madagaskar, 8 oktober 1672) was een Nederlandse wereldreiziger. Hij deed verslag van zijn reizen naar Brazilië, China en Indië. Na een reis in 1655 tot 1657 van 2.400 km van Kanton naar Peking was Joan Nieuhof de meest toonaangevende Europese schrijver over het Chinese keizerrijk. De rapporten van deze gezantschappen en de verslagen van de Jezuïeten vormden in die tijd de enige Europese bron van informatie over China.

## Biografie
Johan Nieuhof werd op 22 juli 1618 geboren te Uelsen, een dorp in het graafschap Bentheim, nabij de Nederlandse grens. Nieuhofs vader Jan Nijhoff, een Zwollenaar van origine, was destijds de dienstdoende burgemeester van het dorp, later opgevolgd door een van Johans broers en ook een van zijn zwagers. Zijn moeder Egberta was een zuster van Johan Picardt. Te Uelsen genoot Nieuhof een beschaafde opleiding, maar koesterde van jongs af aan een verlangen naar de ontdekking van het onbekende, een reislust die hem uiteindelijk naar Amsterdam dreef. Hier viel hij in de gratie van de familie Witsen, aan wiens leden Cornelis Jan Witsen en diens zoon, Nicolaes Witsen, hij zijn latere werken zou opdragen. Cornelis Jan Witsen, destijds een belangrijk figuur in de organisatie van de West-Indische Compagnie en later burgemeester van Amsterdam, spoorde Nieuhof aan deel te nemen aan een expeditie van de WIC naar Nederlands-Brazilië waar Johan uiteindelijk op toezegde. In 1640, op tweeëntwintigjarige leeftijd, voer Nieuhof in dienst van de Compagnie naar de koloniën te Brazilië. Gedurende de negen jaren die hij hier doorbracht bestonden zijn primaire taken uit de exploratie van de omliggende regio's, met name de voormalige Portugese gebieden. Na de verloren veldslag van Guararapes, die resulteerde in een overwinning voor de Portugezen, verliet Nieuhof de regio en keerde hij terug naar Nederland in 1649. Over zijn verblijf in de koloniën schreef Nieuhof Gedenkweerdige Brasiliaense zee- en lant- reize, dat postuum gepubliceerd werd door zijn broer Hendrik Nieuhof en de weduwe van uitgever Jacob van Meurs in 1682. Het werk kende een groot aantal prenten van de bewoners van de koloniën en diens verdiensten, die een realistisch beeld verschaften van de regio waar het ontbrak aan enige eerdere publicaties.
Zijn verblijf op Nederlandse bodem was van korte duur, daar hij zich bij terugkomst voegde in de rangen van de Oost-Indische Compagnie (VOC). In dienst van de compagnie verbleef Nieuhof enkele jaren in Batavia, alvorens hij in 1654 aangesteld werd als gezant van het tweede van uiteindelijk zes gezantschappen die het Chinese hof te Peking bezochten. De delegatie, geleid door Jacob de Keizer en Peter de Goijer, was door de gouverneur-generaal van de VOC, Joan Maetsuycker, in het leven geroepen om handelsrelaties aan de Zuid-Chinese kust aan te knopen.

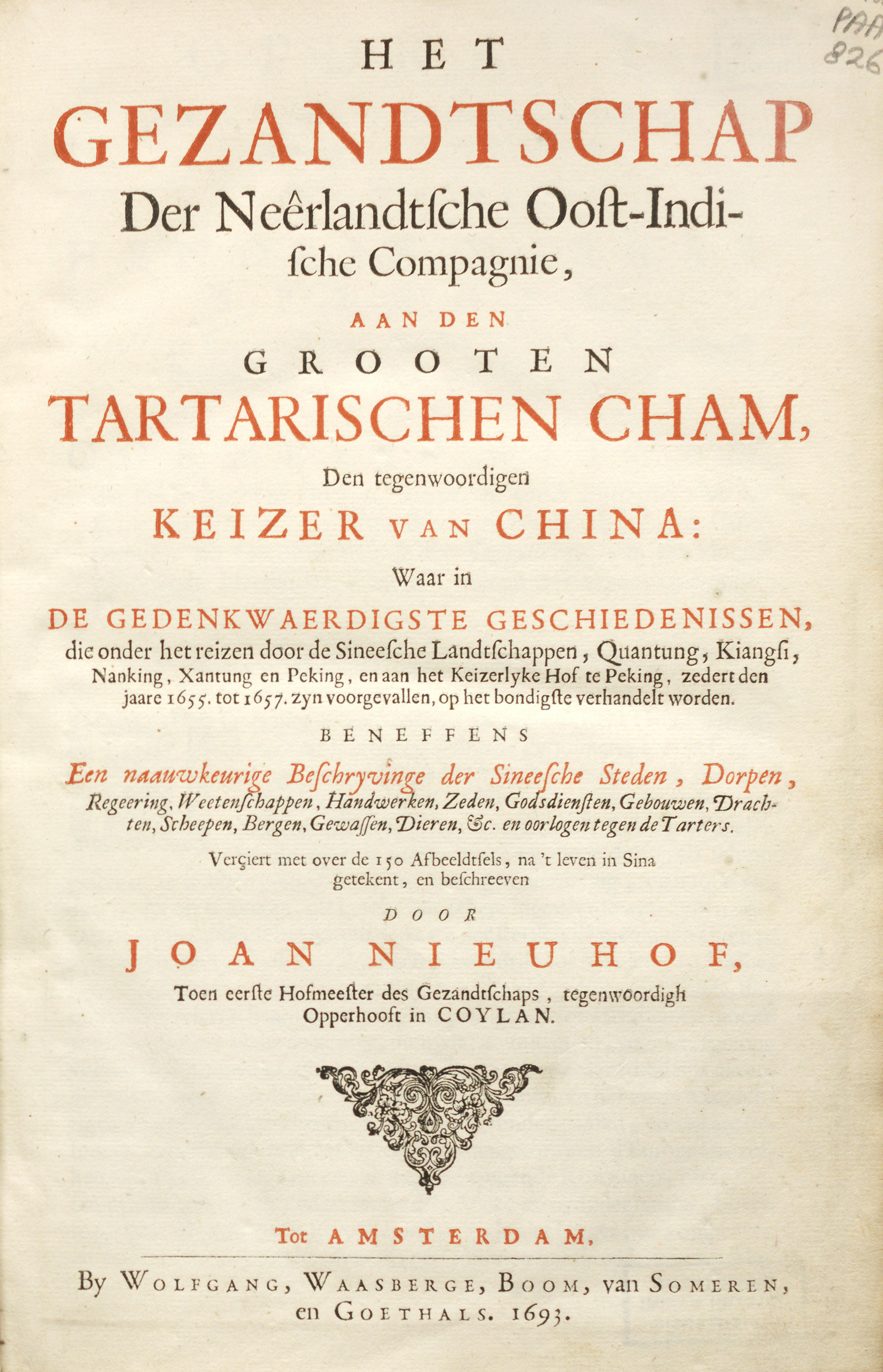
Het Gezandtschap der Neêrlandtsche Oost-Indische Compagnie

Nieuhof zou tot 1657 in China verblijven. Vanaf 1663 was hij enige jaren koopman in Kochi, dat door Rijkloff van Goens was veroverd op de Portugezen. In Malabar bezocht hij diverse inheemse vorsten om handelsverdragen te sluiten. Hij bereisde in de periode een groot deel van Oost-Indië, alvorens hij in 1663 werd aangesteld als 'opperhooft' van Kollam, een voormalig Portugese kolonie te zuidwest India, waar hij tot 1667 gestationeerd zou zijn. Gedurende zijn periode als ambassadeur en regent van de Nederlandse kolonie werd hij echter beschuldigd en veroordeeld voor de illegale handel in parels. Na een gevangenisstraf van zeven maanden werd hij door Hendrik van Rheede, destijds gouverneur van Jaffna in het van noorden van Ceylon (Sri Lanka), geboden zich naar Batavia te begeven en werd hij ontslagen uit de rangen van de Compagnie. Gedurende een periode van 1667 tot 1670 verbleef hij in Batavia, alwaar hij trachtte de lokale vestigingen, gebouwen en flora in beeld te brengen.
Na een loopbaan vol avonturen in dienst van de VOC woonde hij ambteloos in Batavia tot 1670. Hij beschreef de stad en omgeving uitgebreid in zijn Zee en lant-reize. Na een kort bezoek aan het vaderland in 1671 voer hij terug richting Oost-Indië, om zich hier wederom te voegen bij de Oost-Indische Compagnie, ditmaal als koopman. Na tijdens zijn vaart naar Indië aangekomen te zijn op het eiland Madagaskar, verliet Nieuhof het schip om inlands water te bemachtigen voor de bemanning, alsmede handelsrelaties op te zetten met de lokale bevolking. Het was echter hier dat Johan Nieuhof, nadat er niets meer van hem vernomen werd, de dood zou vinden. De schipmeester wachtte tevergeefs drie dagen op een teken van leven, alvorens hij verder voer naar Mauritius. Een delegatie van Kaap de Goede Hoop, op aandringen van Amsterdamse bewindhebbers onder wiens gratie Nieuhof naar Oost-Indië reisde, trachtte nog een spoor van leven te vinden, maar ook dit bleek tevergeefs.
Het boek Zee en lant-reize bevatte prenten naar landschappen die Francoys Dancx tekende tijdens zijn verblijf in Indië.

## Reis door China

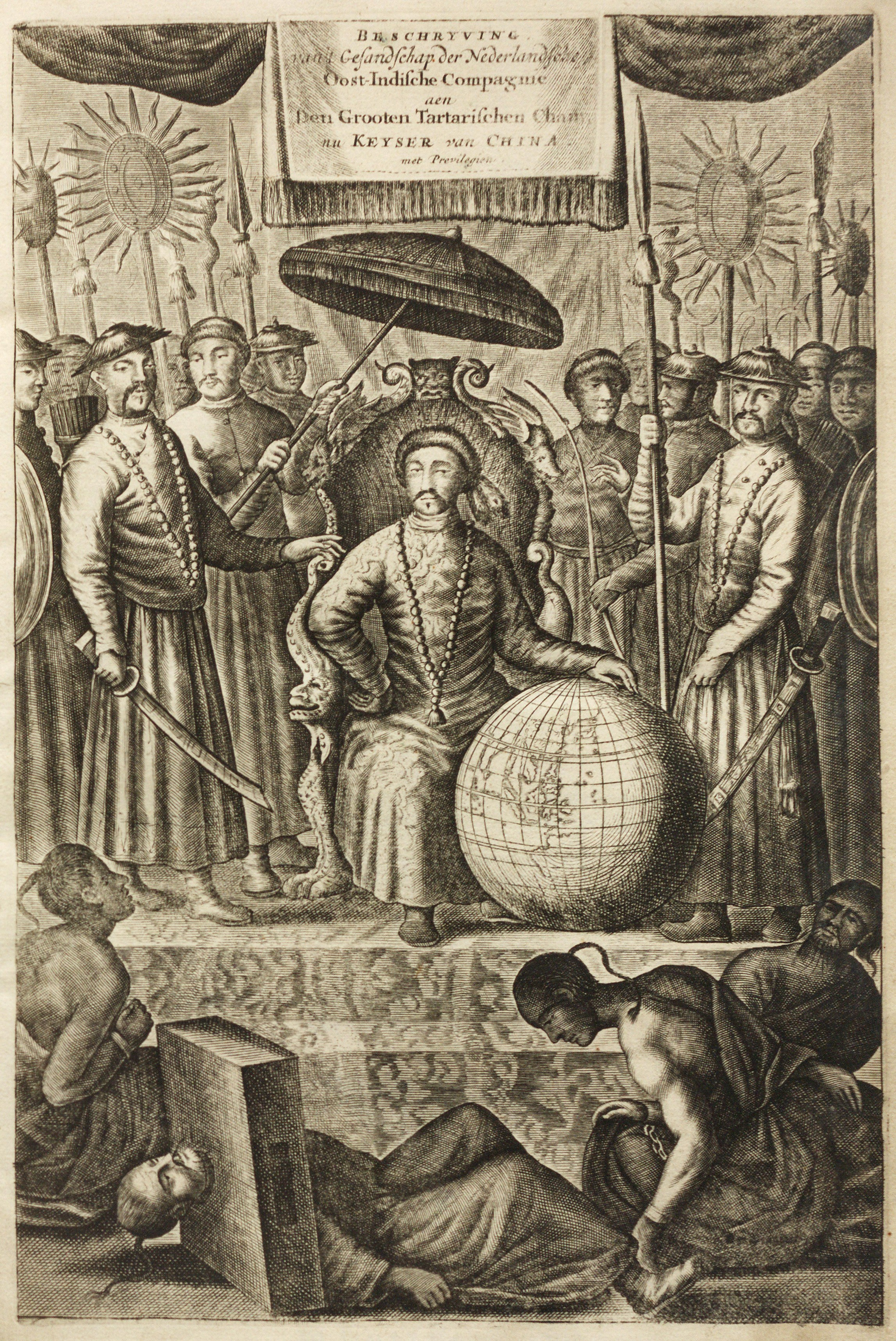
Frontispice van Het Gezandtschap der Neêrlandtsche Oost-Indische Compagnie

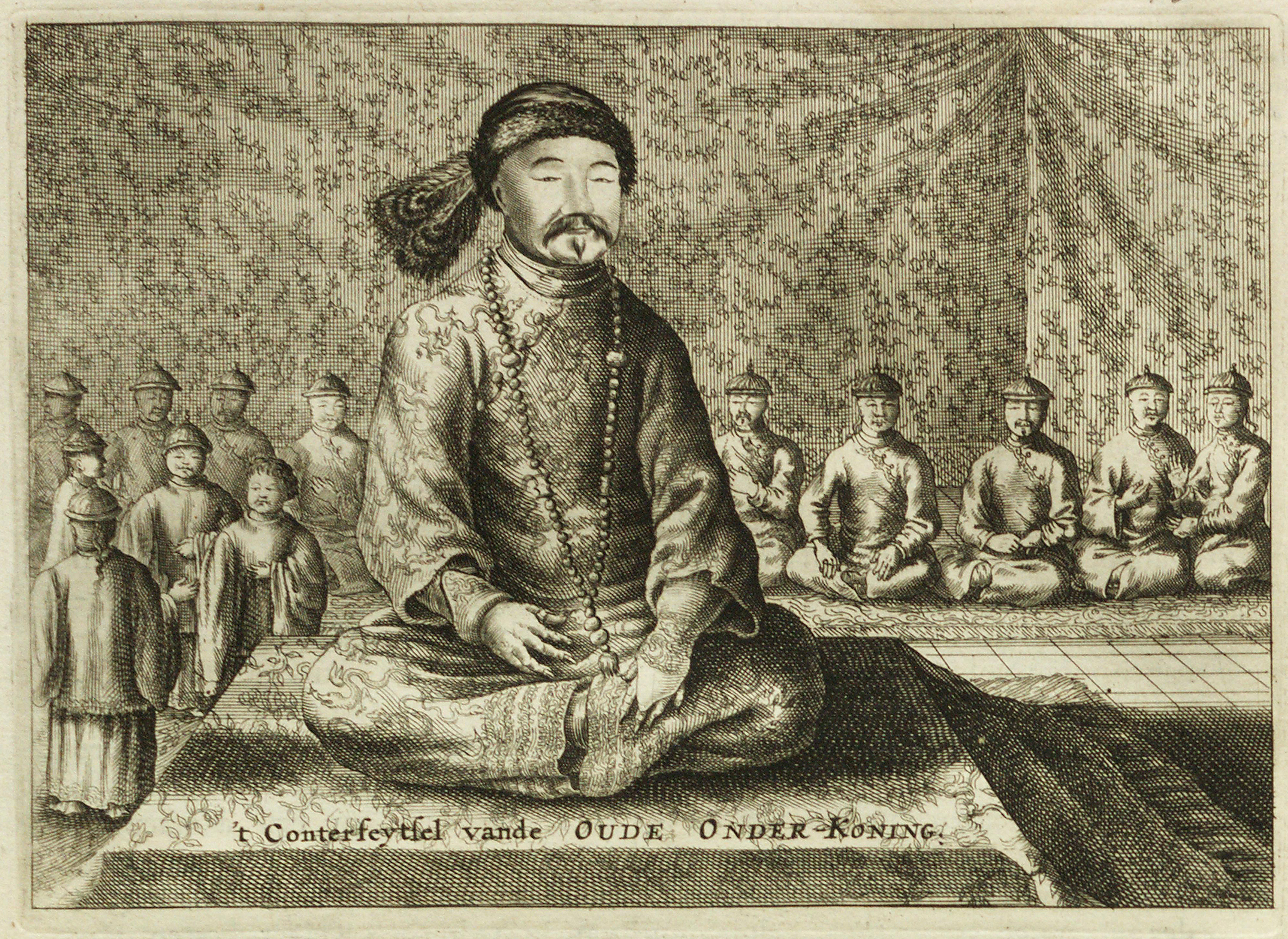
Illustratie uit Het Gezandtschap: portret van de onderkoning

In 1655 werd Nieuhof door de gouverneur-generaal van de VOC aangesteld als gezant op een handelsmissie naar het hof van de Chinese keizer. In tegenstelling tot de Ming-keizer, stelde het hoofd van de recentelijk gevestigde Qing-dynastie zijn hof te Peking namelijk wel open voor internationale gezantschappen; een uitgelezen kans voor de VOC. De rol van Nieuhof als gezant en hofmeester in de delegatie was tweeledig. Enerzijds diende hij de ceremoniële plechtigheden die kwamen kijken bij bezoeken aan de Chinese hoven in kaart te brengen en in goede banen te leiden. Tevens was aan hem de taak toebedeeld om het gezantschap van slaapplaatsen te voorzien tijdens hun reis. Anderzijds was hem opgedragen "alle steeden, dorpen, paleysen, rivieren, vasticheeden ende andre markweerdige gebouwen" die men zou passeren, af te beelden "inhaare rechte forme ende gestaltenisse". Het logboek waarin de reis werd vastgelegd werd zodoende ondersteund door de illustraties die Nieuhof vanuit zijn observatie zou leveren.
Het gezantschap wist na een maandenlange, moeizame periode van bemiddelingen en onderhandelingen over eventuele steekpenningen, te betalen aan de keizer en de onderkoning, een audiëntie te verkrijgen bij keizer Shunzhi. Alvorens de onderhandelingen met de keizer van start konden gaan, diende het gezantschap een traditionele koutou uit te voeren, ofwel een 'onderwerpingsgroet'. Men diende zich letterlijk te onderwerpen aan het staatshoofd, door zich naar de grond te werpen en met het voorhoofd te grond te raken. Dit diende meermaals te gebeuren, gebruikelijk driemaal, waarna de groetende in een knielende positie verbleef. Ondanks deze eerbetuiging aan de keizer wist het gezantschap het onderwerp van handel echter niet ter sprake te brengen. De keizer stemde in met het toelaten van een Nederlands gezantschap aan het hof, eens in de acht jaar. Daarbij kwam tevens kijken dat de betreffende gezantschappen uit niet meer dan honderd man mochten bestaan. Het gezantschap vertrok hierna richting Kanton, na op 16 oktober 1656 opgedragen te zijn Peking te verlaten, om verslag uit te brengen aan de gouverneur-generaal.

### Reisverslag
Bij thuiskomst in 1658 had hij zijn notities en aantekeningen aan zijn broer Hendrik toevertrouwd. Het verslag, "een bondig werk van alles, 't geen op de reyse was voorgevallen", en de prenten werden aan Hendrik gegeven tijdens een kort bezoek van Johan aan zijn broer, "om deze Schatten niet aan de woeste Zee en holle golven te betrouwen". Na drie maanden was hij alweer op weg getogen, "inzonderheit door de gelegenheit, die mij toen d'Ed. Heeren Bewinthebbers deden opdragen, en aenbieden". Dit manuscript werd uiteindelijk door Hendrik, in samenwerking met de Amsterdamse uitgever en plaatsnijder Jacob van Meurs, gebundeld tot een boekwerk waarin zowel het verslag als 150 bijbehorende illustraties in verwerkt waren. Het boek werd in 1665, toen Johan zelf alweer een kleine zeven jaar actief was in Oost-Indië, gepubliceerd onder de naam Het Gezandtschap der Neêrlandtsche Oost-Indische Compagnie, aan den grooten Tartarischen Cham, den tegenwoordigen Keizer van China: Waarin de gedenkwaerdigste Geschiedenissen, die onder het reizen door de Sineesche landtschappen, Quantung, Kiangsi, Nanking, Xantung en Peking, en aan het Keizerlijke Hof te Peking, sedert den jaren 1655 tot 1657 zijn voorgevallen, op het bondigste verhandelt worden. Beneffens een Naukeurige Beschrijvinge der Sineesche Steden, Dorpen, Regeering, Weetenschappen, Hantwerken, Zeden, Godsdiensten, Gebouwen, Drachten, Schepen, Bergen, Gewassen, Dieren, et cetera en oorlogen tegen de Tartar : verçiert men over de 150 afbeeltsels, na't leven in Sina getekent.. De publicatie werd door Hendrik Nieuhof opgedragen aan Hendrik Spiegel en Cornelis Witsen, respectievelijk de bewindhebbers van de Oost- en West-Indische Compagnie, alsmede regerend en oud-burgemeester van stad Amsterdam.
De 150 prenten leidden in de 18e eeuw tot populariteit van de chinoiserie, een artistieke stroming. Veel kunstenaars en architecten baseerden zich op de prenten in de boeken van Nieuhof. De oorspronkelijke prenten werden door L. Blussé van Oudalblas pas in 1984 teruggevonden in de collectie van prins Roland Bonaparte, een antropoloog die alles over Madagaskar, maar onder andere ook over Lapland en Amerikaanse indianen verzamelde.

## Werken
- Nieuhof, Johan (1665). Het gezantschap der Neêrlandtsche Oost-Indische Compagnie, aan den grooten Tartarischen Cham, den tegenwoordigen keizer van China : waar in de gedenkwaerdighste geschiedenissen, die onder het reizen door de Sineesche landtschappen, Quantung, Kiangsi, Nanking, Xantung en Peking, en aan het keizerlijke hof te Peking, sedert den jare 1655 tot 1657 zijn voorgevallen, op het bondigste verhandelt worden : befeffens een naukeurige Beschryving der Sineesche steden, dorpen, regeering, wetenschappen, hantwerken, zeden, godsdiensten, gebouwen, drachten, schepen, bergen, gewassen, dieren, &c. en oorlogen tegen de Tarters : verçiert men over de 150 afbeeltsels, na't leven in Sina getekent. Jacob van Meurs
- Nieuhof, Johan (1682) Zee- en Lant-Reise door verscheide Gewesten van Oostindien, behelzende veele zeldzaame en wonderlijke voorvallen en geschiedenissen. Beneffens een beschrijving van lantschappen, dieren, gewassen, draghten, zeden en godsdienst der inwoonders: E inzonderheit een wijtloopig verhael der Stad Batavia. Amsterdam: de Weduwe van Jacob van Meurs.
- Nieuhof, Johan (1682) Gedenkweerdige Brasiliaense Zee- en Lant-Reise und Zee- en Lant-Reize door verscheide Gewesten van Oostindien. Amsterdam: de Weduwe van Jacob van Meurs.

## Bronnen

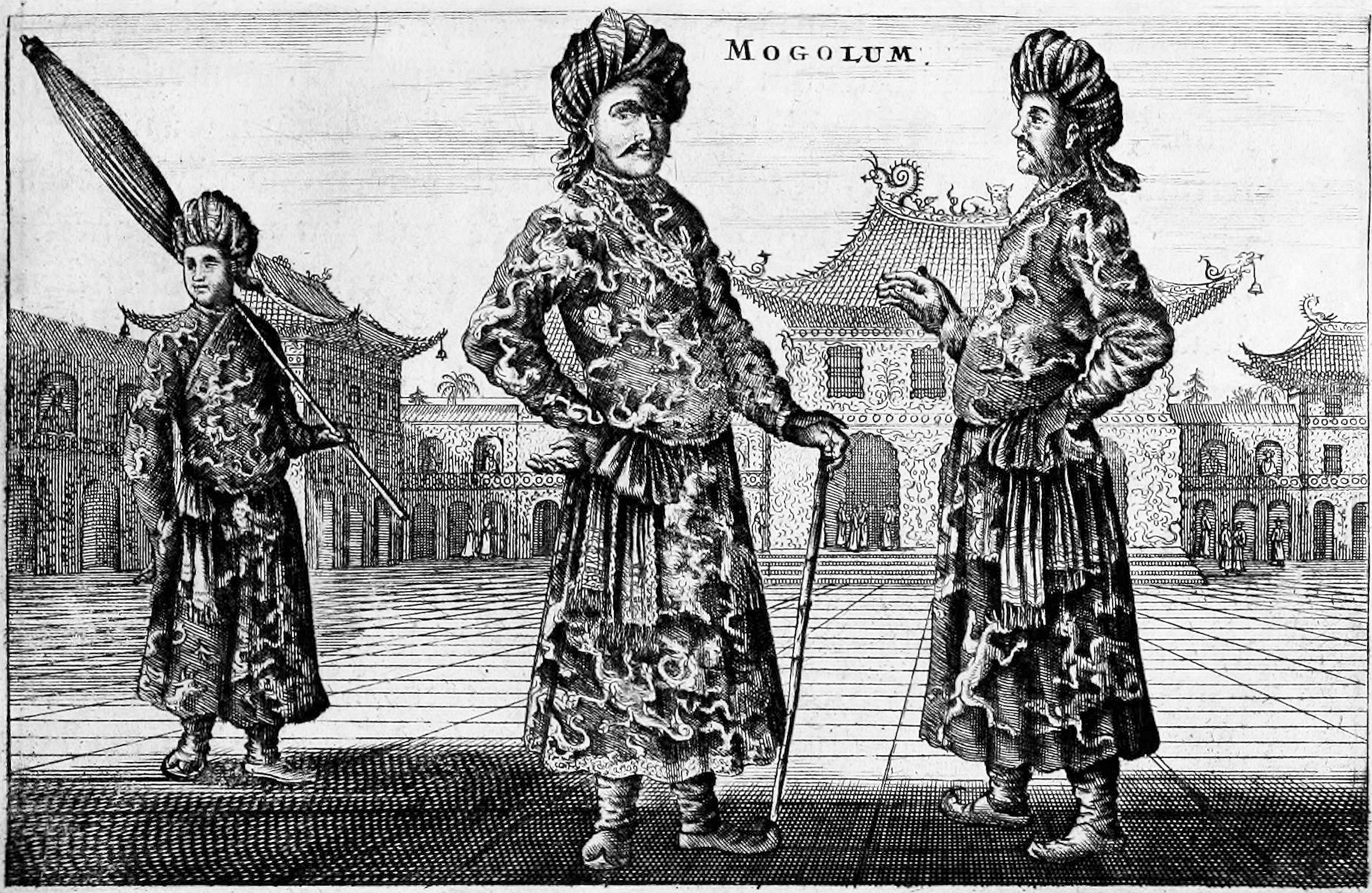
Mongoolse gezant, tekening door Nieuhof